# Кастело (Кремона)
Кастело (итал. Castello) је насеље у Италији у округу Кремона, региону Ломбардија.
Према процени из 2011. у насељу је живело 26 становника. Насеље се налази на надморској висини од 83 м.